# Famille von Maltzahn
La famille von Maltzahn, ou Maltzan, autrefois Moltzahn, est une famille de la noblesse immémoriale allemande originaire du Mecklembourg et de la Poméranie occidentale. Son premier ancêtre connu est Bernardus de Mulsan, seigneur féodal de l'ancien évêché de Ratzebourg dans l'actuel Schleswig-Holstein, mentionné en 1194. La lignée est établie avec Johannes de Multzyan vers 1230, qui devient ensuite vassal du duc de Poméranie, puis Ludolphe de Moltzahne qui défendait la région de son château fort de Gadebusch entre 1256 et 1283.
La famille est d'abord connue sous le nom de Moltzan. Joachim von Maltzan (1492-1556), de la branche de Penzlin, change le o en a. La branche de Sarow écrit son nom comme Maltzahn.

## Histoire

### Origines

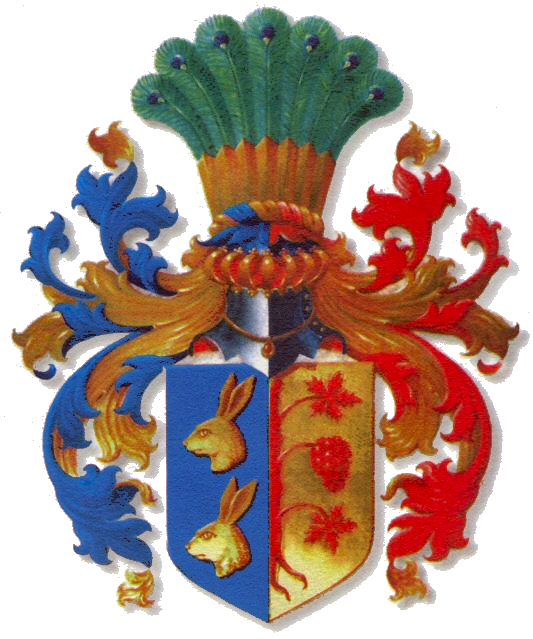
Blason des Maltzahn.

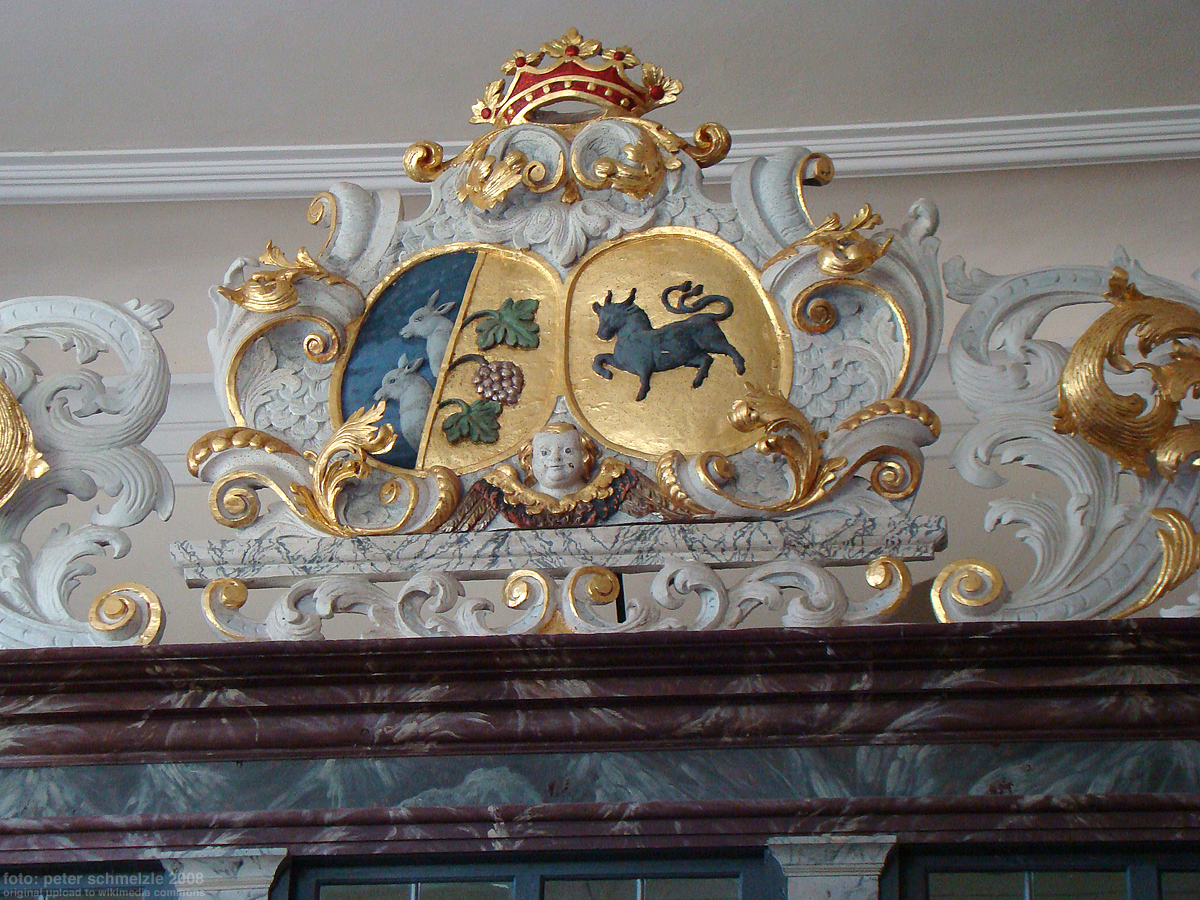
Armes des Maltzahn de Kummerow.

Les ancêtres de la famille viennent du Mecklembourg et de la Poméranie occidentale, mais ils sont aussi mentionnés dans l'actuel Schleswig-Holstein et à Moltzahn, à huit kilomètres de Ratzebourg.
Johannes de Multzyan est vassal du duc de Poméranie et fonde la lignée de Kummerow, Ludolphe de Moltzahn est plus tard homme d'armes des ducs de Mecklembourg et des princes de Werle et s'établit à Gadebusch. Ses descendants sont vassaux des évêques de Schwerin et défendent les limites des territoires, de leur château féodal de Bützow. Ils acquièrent ensuite Kurzen Trechow et Langen Trechow (aujourd'hui partie de Bernitt), puis d'autres terres. Il y a trois branches issues de trois frères au tournant du XIIIe siècle et du XIVe siècle, celle de Bernard, de Frédéric et d'Ulrich.
Le fils de Bernard, Ludolphe (mort en 1341), hérite du château fort d'Osten, avec les villages de Schmarsow, Vanselow, Roidin et Teusin. Ils sont aussi gouverneurs du duché de Poméranie-Stettin. Les fils de Ludolphe, Bernard (hérite entre 1341 et 1393), Henri (hérite entre 1341 et 1359) et Ulrich (hérite  entre 1341 et 1391) se partagent les domaines paternels.
- Bernard détient une moitié d'Osten, le protectorat de Loitz, et fonde la lignée de Maltzahn-Kummerow. Son arrière-petit-fils, Hartwig, détient le château de Kummerow et ses terres en 1482.
- Heinrich détient l'autre moitié d'Osten et la moitié de Grubenhagen, avec son château et son église, ainsi que les villages de Grossenluckow, Kleinluckow, Steinhagen et Barz. Ses descendants sont baillis-protecteurs héréditaires de Penzlin au XVe siècle, puis du château de Wolde avec ses terres qui devient le berceau de cette branche.
- Ulrich détient l'autre moitié de Grubenhagen, avec les terres de Trechow, Rothenmoor et Schorssow. Il est nommé gouverneur de la seigneurie de Werle.

### Période contemporaine
Tous les biens et les immenses domaines des Maltzahn se situant dans le Mecklembourg leur sont confisqués en 1945 et ils sont expulsés.
L'histoire de la famille, parue en 1979, ne recense pas moins d'une soixantaine de lignées et de branches au cours des âges.

## Branche de Grubenhagen

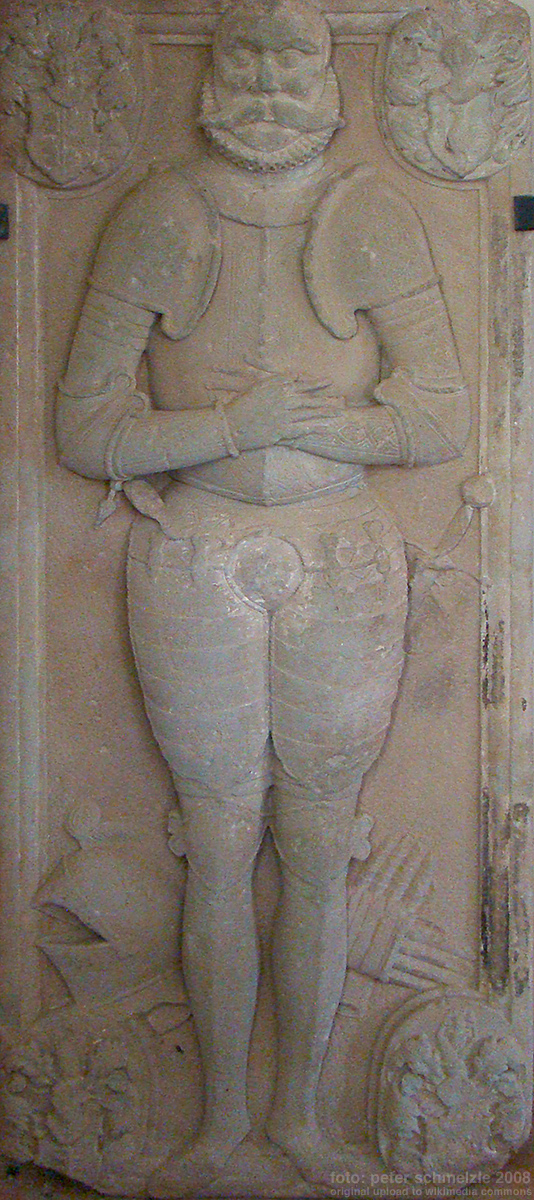
Stèle funéraire de Hartwig von Maltzahn, à l'église de Kummerow

Cette branche, qui obtient la moitié de Grubenhagen et ses villages environnants, acquiert de nombreux villages par la suite, dont Teterow et Waren et à la mort d'Ulrich von Moltzahn en 1572 réunissent leurs terres et celles d'Ulrichshusen. Le dernier représentant de cette branche, Cord von Moltzahn, meurt en duel en 1815. La plupart des biens passent à la lignée des Wartenberg-Millitsch, en Silésie, qui en vend une bonne part ensuite.

## Branche de Penzlin
Cette branche est divisée au XVIe siècle entre les frères Lüdeke (mort en 1529) et Bernd (de) (mort en 1525). Le premier possède le château de Sarow et hérite de la seigneurie de Neverin. Bernd perd le château de Wolde en 1501, mais acquiert le château et la ville de Penzlin, ainsi qu'une partie de la seigneurie de Prillwitz. Son fils, Joachim (1492-1556) atteint de hautes fonctions militaires et diplomatiques dans le duché de Milan, ainsi que pour François Ier et le duc de Brunswick-Lunebourg. Il obtient de l'empereur Charles V, avec son frère Georges, la seigneurie de Wartenberg (aujourd'hui Syców) en Silésie. C'est Joachim qui a changé le nom de Moltzahn en Maltzan ou Maltzahn. Il est aussi conseiller d'Empire, et général. Son frère Georges est baron de Bohême et conseiller du duché de Mecklembourg. Il fonde les barons Wartenberg zu Penzlin. Joachim, quant à lui, fonde la lignée des Wartenberg-Militsch.

### Lignée de Penzlin
Cette lignée fondée par Georges (1501-1562) voit ses domaines dévastés par la guerre de Trente Ans. Elle s'éteint en 1775.

### Lignée de Wartenberg-Militsch
Fondée par Joachim, cette lignée atteint de hautes resposabilités. En 1694, les frères Joachim Wilhelm et Nicolaus Andreas, barons de Wartenberg-Penzlin, sont établis à Vienne et sont élevés au titre de comte. Hans Heinrich von Maltzahn acquiert le château de Neuschloss en Silésie en 1702 et les biens de Penzlin de son cousin sans héritier. Cette lignée ajoute à ses armes celle des comtes von Wedell en 1833 et deviennent comtes de Maltzahn-Wedell. La baronnie de Rothenmoor est ajoutée aux titres de Friedrich von Maltzahn en 1854.

## Branche de Sarow

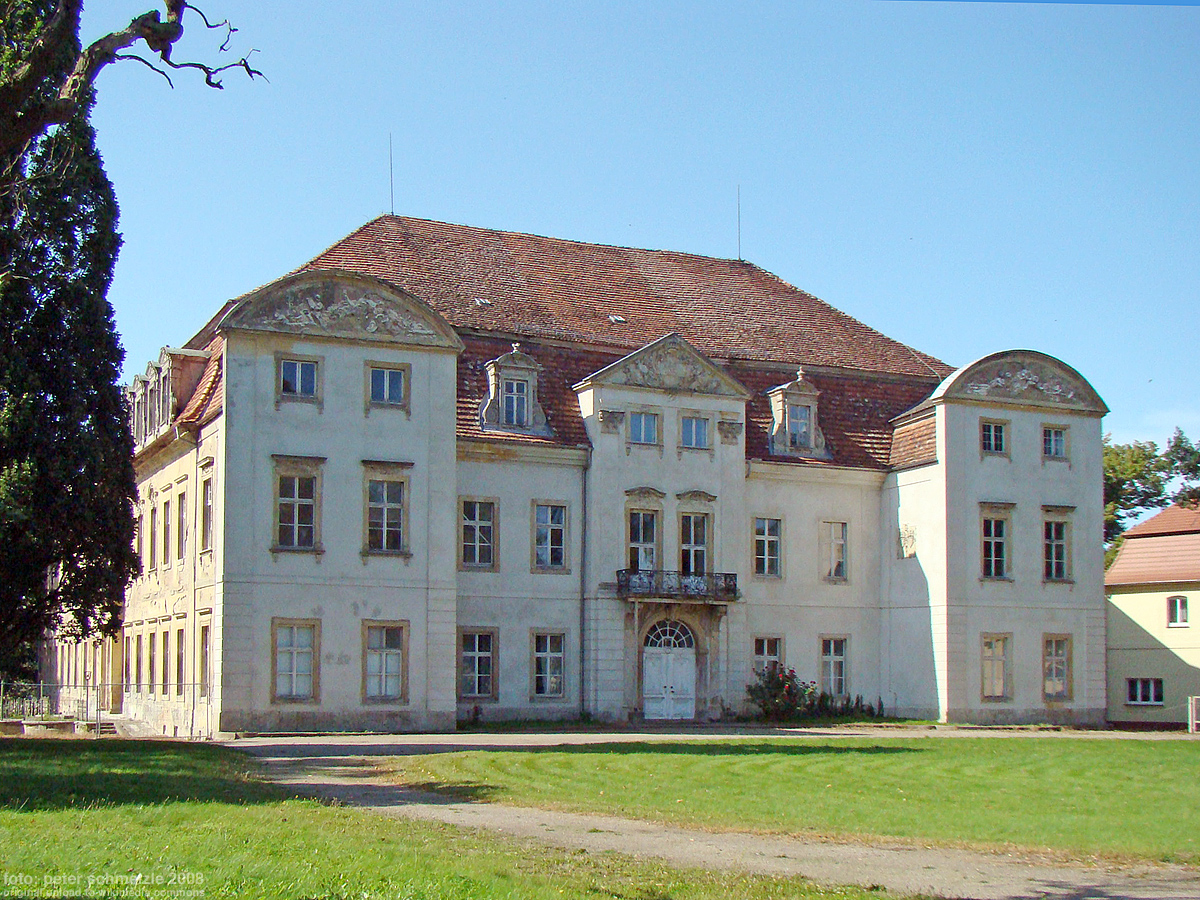

Cette branche fondée par Bernard au XIVe siècle et qui se nomme très vite Maltzahn (sans o) se divise entre la lignée des Osten-Kummerow et celle des Sarow. La seconde est au fil des ans dépossédée d'une partie de ses biens par la première lignée. Elle hérite néanmoins par les comtes de Plessen du domaine d'Ivenack, ainsi que de villages alentour au XVIIe siècle. Le baron Helmuth von Maltzahn se fait appeler alors baron de Maltzahn et comte de Plessen.

## Personnalités

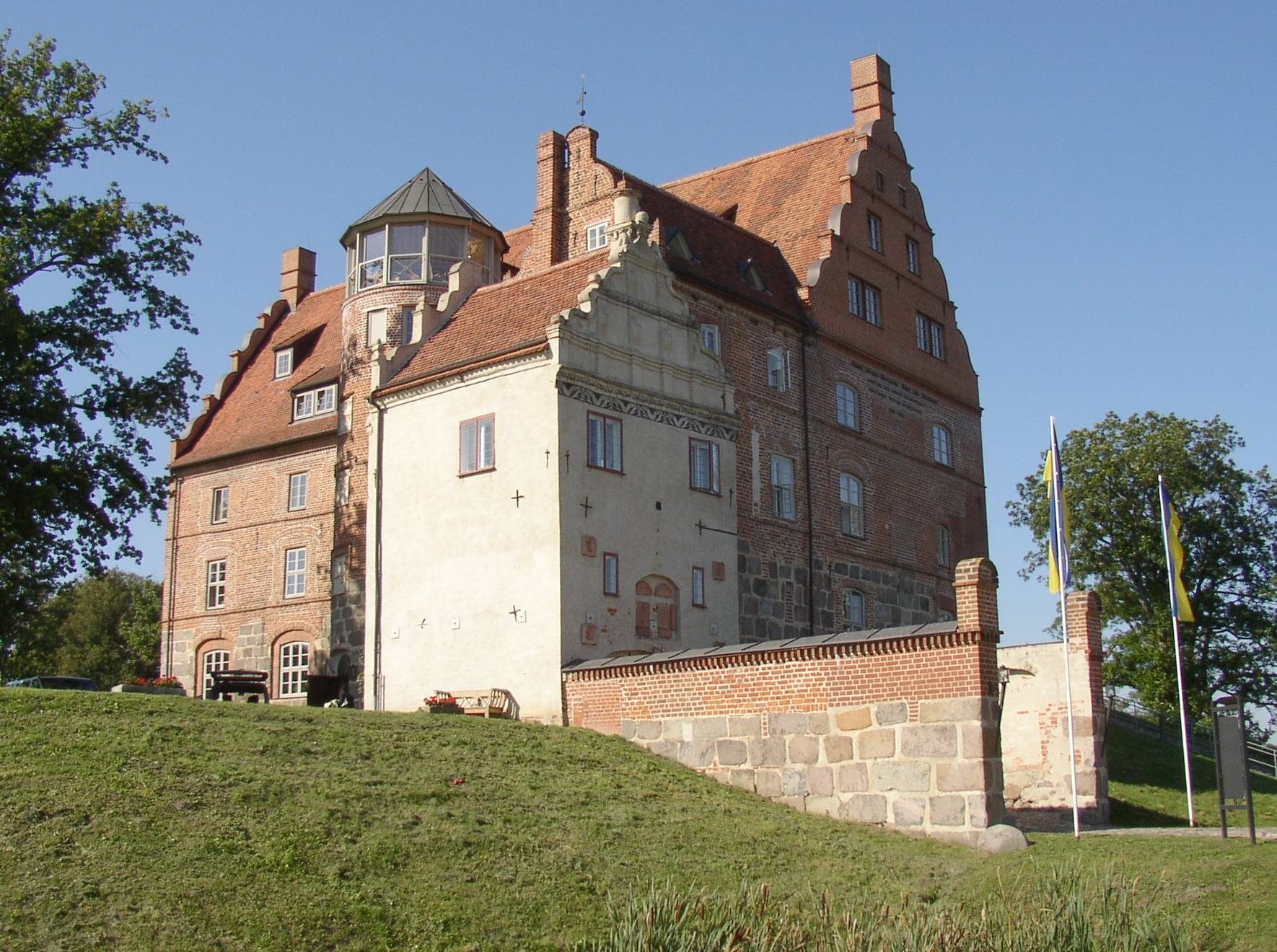
Vue du château d'Ulrichshusen

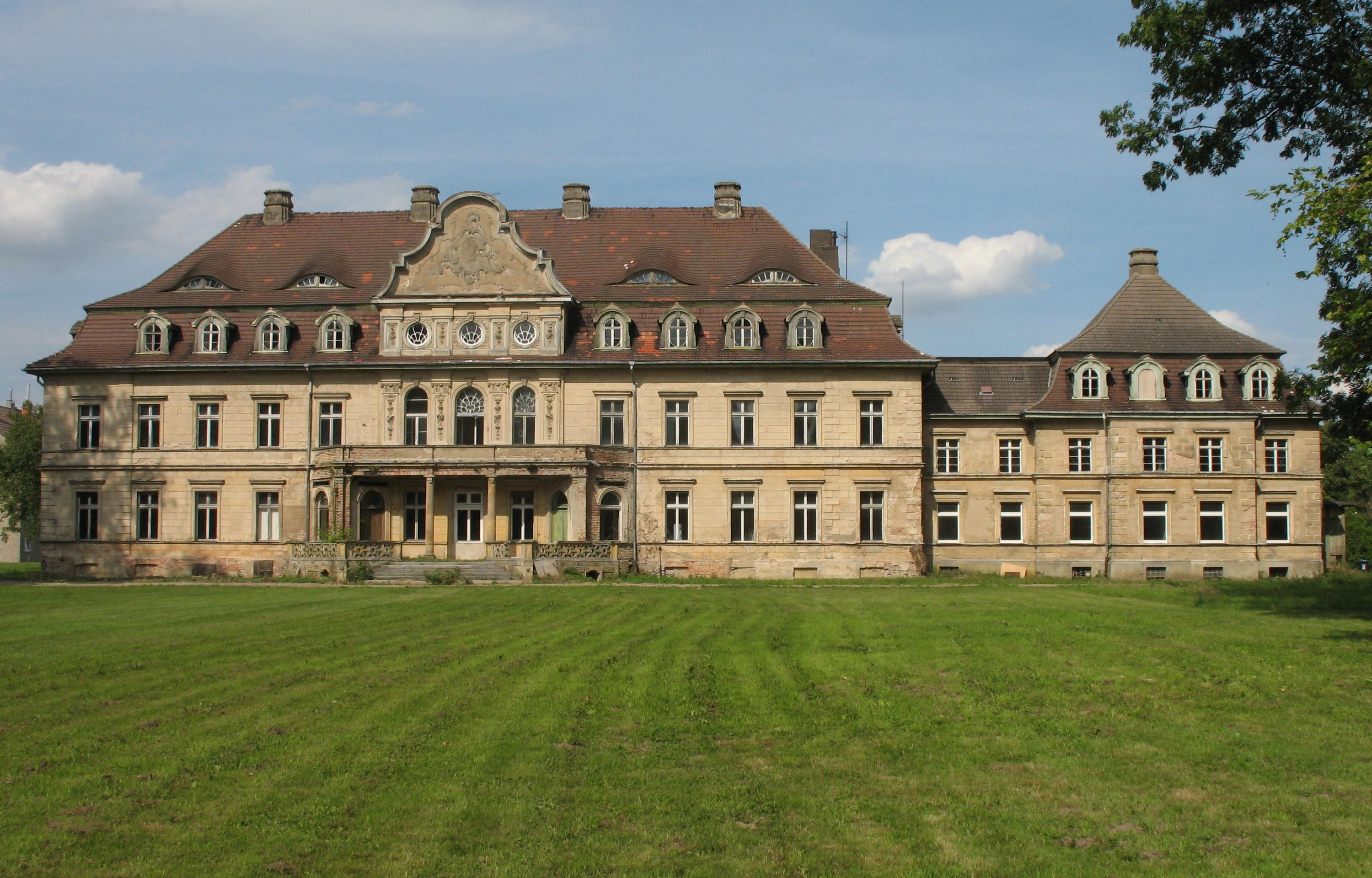
Château de Volrathsruhe (Grubenhagen)

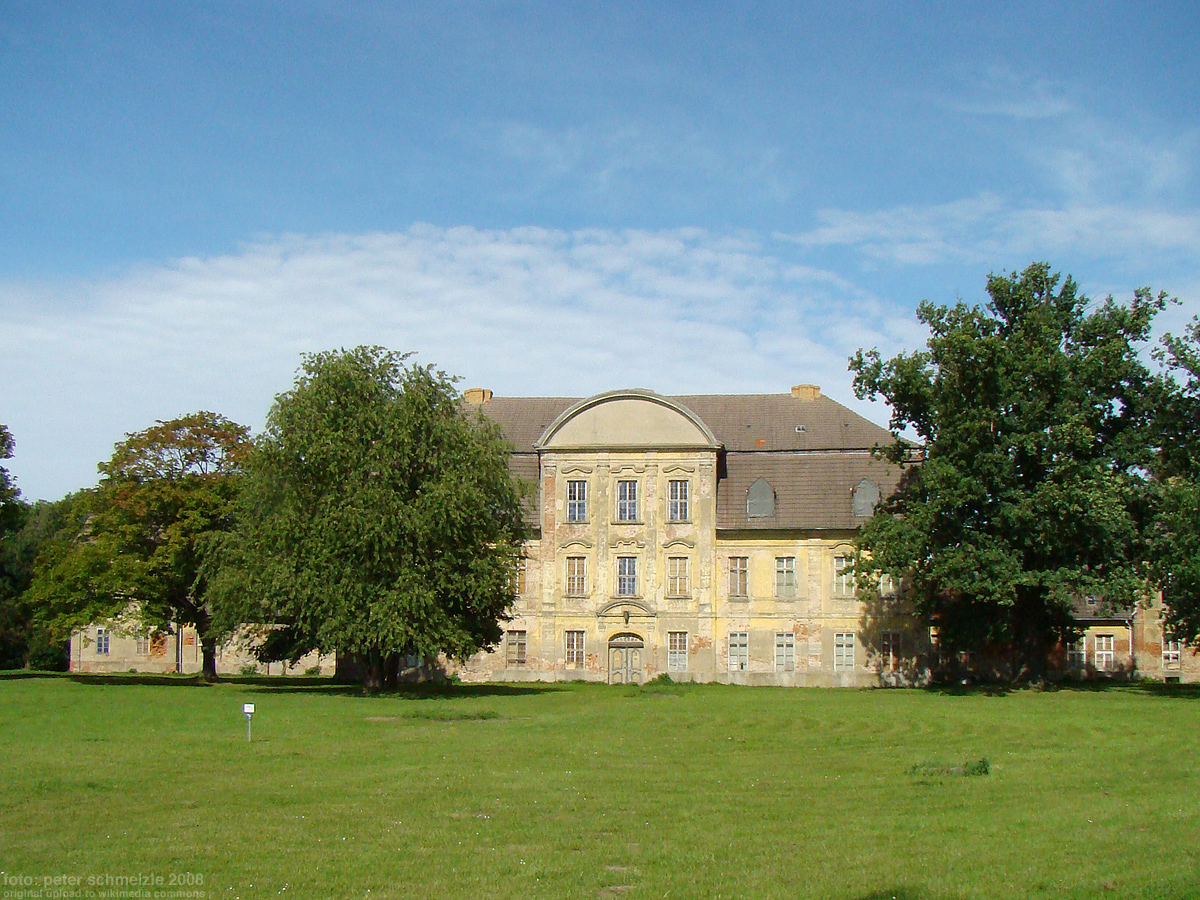
Château de Kummerow

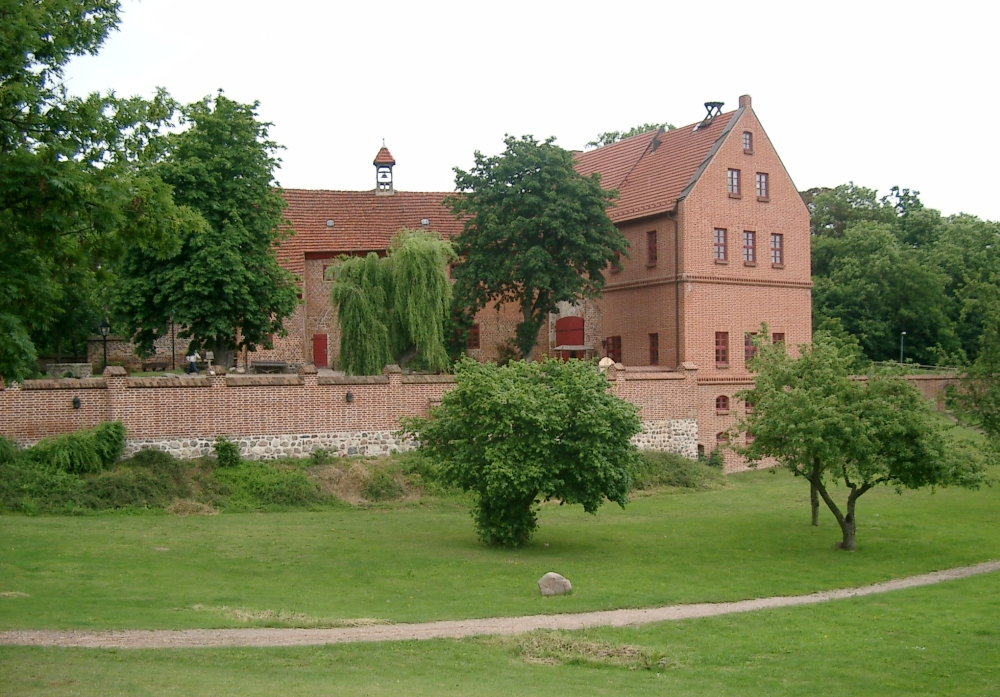
Château de Penzlin

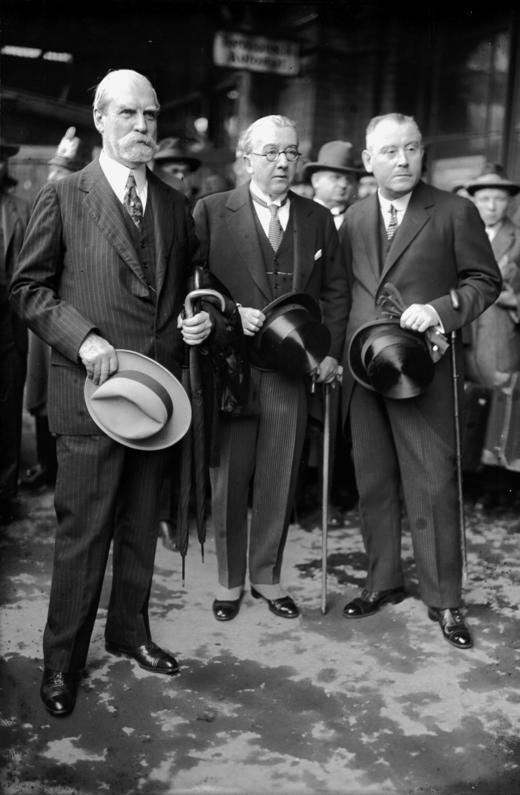
Adolf Georg baron von Maltzan (à droite), reçoit à la gare de Friedrichstrasse à Berlin le secrétaire d'État américain Hughes en 1924 (à gauche)

- Adolf Georg von Maltzan (de), dit Ago, (1877-1927) diplomate, directeur du bureau de l'Est au ministère des Affaires étrangères allemand
- Andreas von Maltzahn (de) (1961-) évêque luthérien du Mecklembourg et théologien
- August von Maltzan (de) (1823-1871) junker et membre de la chambre des seigneurs de Prusse
- Axel von Maltzahn (de) (1808-1841), administrateur de l'arrondissement de Demmin
- Axel von Maltzahn (de) (1868-1931), administrateur de l'arrondissement de Grimmen
- Bernd von Maltzan (de) (ou Moltzahn), dit Bernd le Mauvais, mort en 1525, gouverneur de Poméranie-Stettin
- Burchard Friedrich von Maltzahn, maréchal de la Cour de Prusse après 1816
- Baronne Karl von Maltzahn, née Caroline von Bilfinger (1799-1855), modèle de Theodor Fontane pour la comtesse Christine Holk  dans son roman paru en 1892 Unwiederbringlich.
- Christian von Maltzahn (de) (1956-1997), éditeur, rédacteur et cofondateur des éditions Bruno Gmünder Verlag, mort du SIDA
- Baron Curt von Maltzahn (1849-1930), officier de marine et historien de la marine
- Ferdinand von Maltzahn, baron de Wartenberg et Penzlin (1778-1868), gouverneur de la principauté de Wenden
- Friedrich von Maltzahn (de) (1869-1929), général prussien
- Friedrich von Maltzahn (1848-1907) dirige le gouvernement du grand-duc Frédéric-François II de Mecklembourg-Schwerin
- Georg von Maltzahn (1572-1620), gouverneur militaire de Poméranie, seigneur de Kummerow, d'Osten et de Vanselow
- Baron Günther von Maltzahn (1910-1953), pilote de chasse de la Luftwaffe
- Gustav Robert von Maltzahn (de) (1807-1882), juriste et membre de l'assemblée nationale de Francfort en 1848
- Hans Albrecht von Maltzahn (de) (1934-), champion de polo, propriétaire du manoir de Pinnow
- Hans Jaspar von Maltzahn (de) (1869-1929), homme politique prussien
- Hans Ludwig von Maltzahn (de) (1837-1899), homme politique prussien
- Heinrich von Maltzan (de), baron de Wartenberg et de Penzlin (1826-1874), écrivain et orientaliste
- Baron Helmuth von Maltzahn (1840-1923), secrétaire d'État au Trésor de l'Empire allemand
- Helmuth von Maltzahn (de) (1870-1959), administrateur d'arrondissement
- Baron Helmuth Chlodwig Bruno von Maltzahn (1862-1933), Generalmajor
- Helmuth von Maltzahn (1949-), entrepreneur et personnalité du monde de la culture
- Helmuth Dietrich von Maltzahn (de) (1761-1826), général prussien
- Hermann von Maltzahn (de) (1299-1322), évêque
- Hermann von Maltzahn (de) (1843-1891), poète et chercheur dans les sciences naturelles
- Joachim Andreas von Maltzan (de) (1707-1786), ministre prussien
- Joachim von Maltzan (de) (1492-1556), maréchal impérial
- Joachim Carl von Maltzan (de) (1733-1813), ministre prussien
- Baron Karl von Maltzahn (1797-1868) junker prussien et directeur de haras
- Ludolf von Maltzan (de) (1864-1942), député du Reichstag
- Comtesse Maria von Maltzan, baronne de Wartenberg et Penzlin (1909-1997), biologiste vétérinaire et opposante au nazisme
- Mortimer von Maltzahn (de) (1793-1843), diplomate prussien et ministre des Affaires étrangères du royaume de 1841 à 1842
- Baron Paul von Maltzahn (de) (1945-), diplomate
- Rudolf von Maltzahn (de) (1794-1868), junker et membre de la chambre des seigneurs de Prusse
- Rudolf von Maltzahn (de) (1834-1885), député du Reichstag
- Viktor von Maltzahn (de) (1823-1901), membre de la chambre des seigneurs de Prusse
- Vollrath von Maltzan, baron de Wartenberg et Penzlin (1899-1967), diplomate, ambassadeur de Bonn à Paris de 1955 à 1958
- Baron Wendelin von Maltzahn (de) (1815-1889), homme de lettres
- Wilhelm von Maltzan (de) (1854-1933), député du Reichstag